# Tales of the Abyss (série télévisée d'animation)
Tales of the Abyss (テイルズ オブ ジ アビス, Tairuzu obu za abisu) est une série télévisée d'animation japonaise en 26 épisodes réalisée par Kenji Kodama en 2008. Elle est basée sur le jeu vidéo de rôle du mêne nom.

## Synopsis

### Le monde d'Auldrant
La planète Auldrant est régie par la Partition, prophétie écrite dans des cristaux par l'entité appelée Lorelei. Cette prophétie a pu être décryptée par Yulia Jue, environ 2 000 ans avant le début de l'histoire. Toute l'histoire de tous les habitants d'Auldrant serait écrite sur la Partition, et l'Ordre de Lorelei, organisation religieuse supranationale, est chargée de délivrer les différentes prophéties individuelles auprès de la population. La magie, très présente sur Auldrant, est générée par des interactions entre différents types de « phonons » (particules élémentaires) - les cristaux de la partition notamment sont faits en phonons du septième type, et les personnes maîtrisant au plus haut leur art (et capables de décrypter leur texte) sont appelées « septièmes phonistes ».
Auldrant est divisée en plusieurs continents, que se partagent deux états d'importance équivalente : le royaume de Kimlasca, sur lequel règne le roi Ingobert VI, et l'empire de Malkuth, dirigée par l'empereur Peony IX. L'ordre de Lorelei est quant à lui sous une double autorité : le maître phoniste Ion, leader spirituel, seul capable de déchiffrer les restes non découverts de la Partition et encore bloqués par les sceaux déposés par Yulia, et le grand maitre Mohs, qui dirige la branche militaire de l'Ordre, les chevaliers de l'Oracle, conduite par les six généraux divins.

### Luke fon Fabre
L'histoire débute dans la demeure de la famille du duc fon Fabre, beau-frère du roi de Kimlasca (ayant épousé sa sœur). Le fils adolescent du duc, Luke, essaie d'échapper à son existence monotone, étant empêché par ordre royal de quitter la propriété. Il a été enlevé sept ans auparavant par l'empire de Malkuth, et à son retour avait perdu tout souvenir et dû tout réapprendre (notamment à parler et à lire). Fiancé à la fille unique du roi Ingobert, il est considéré comme trop précieux pour le royaume pour risquer de le perdre à nouveau. Luke tente donc de briser cet enfermement en passant du temps avec Guy Cecil, son serviteur et meilleur ami, qui veille constamment sur lui et dont le seul défaut est une apparente gynéphobie, et avec sa fiancée Natalia. Son activité préférée reste les cours que lui donne son maître d'armes, Van Grants, une des hautes personnalités des chevaliers de l'Oracle, pour lequel il nourrit un profond respect et un grand attachement. Aussi, lorsqu'une phoniste s'introduit dans la demeure des fon Fabre, et tente apparemment de tuer maître Van, Luke intervient. Une hyperrésonance phonique, créée lors que son arme croise celle de son adversaire, les projette tous deux dans un autre endroit d'Auldrant.
Au réveil de Luke, son attaquante se présente : elle s'appelle Mystearica Grants, et c'est la sœur de maître Van. Gênée d'avoir entraîné Luke dans son combat, elle décide de l'aider à retourner chez lui, sans toutefois lui expliquer quel conflit l'oppose à son frère. Pour Luke, c'est une première sortie depuis sept ans du domicile familial, et bien que les chemins soient peuplés de monstres, il se montre efficace lors de son premier combat. Mystearica, qui préfère le diminutif de Tear, septième phoniste appartenant à l'Ordre de Lorelei, n'a pas non plus de mal à faire face aux menaces, mais est plus dubitative vis-à-vis de l'attitude de Luke, très égocentrique, ne connaissant presque rien au monde qui l'entoure, et peu habitué à la vie à la dure. Alors qu'ils pensent être en route pour la capitale de Kimlasca, Baticul, ils se rendent compte qu'ils sont en fait en plein empire Malkuth ; si Tear craint les problèmes que cela pourrait poser à Luke, ce dernier est trop fat pour croire que son statut l'expose à plus de dangers vis-à-vis des autorités, et pense au contraire que cela leur facilitera la tâche.
Pris pour un pillard par des marchands de fruits et légumes, Luke est disculpé par maître Ion, venu régler le problème de ces vols qui semblent mettre en cause la population des cheagles, herbivores doués de raison et symboles de l'Ordre. Luke et Tear rencontre également à cette occasion le colonel Jade Curtiss, qui accompagne Ion dans cette tâche. Fâché qu'on puisse remettre en cause son intégrité, Luke décide de continuer l'enquête lui-même et part avec Tear à la recherche de ces cheagles. Ils les trouvent grâce à Ion ; aidé d'un anneau magique confié par Yulia, le chef de la communauté cheagle explique aux humains que l'un des leurs a mis le feu à une forêt plus au nord abritant une ligre, un gigantesque prédateur félin. Celle-ci s'est réfugiée dans la forêt des cheagles, et les oblige à voler de la nourriture aux humains pour ne pas avoir à servir de nourriture eux-mêmes aux petits ligres qui vont bientôt naître. Le jeune cheagle responsable de l'incendie, Mieu, est envoyé accompagner les humains voir la Ligre pour négocier, mais la négociation tourne court face à l'agressivité de l'animal. Celle-ci est tuée par le colonel Curtiss. Mieu est exilé quelque temps auprès des humains, le chef des cheagles remettant sa responsabilité dans les mains de Luke.
La nationalité de Luke ne reste pas longtemps inconnue, et il est arrêté avec Tear par Curtiss. Celui-ci mène leur interrogatoire, souhaitant comprendre pourquoi ils se sont introduits clandestinement sur le territoire impérial. Face à leurs explications, et aux reproches faits par Luke concernant son précédent enlèvement, le colonel, désireux d'empêcher toute guerre entre les deux pays, les raccompagne à la frontière, étonné que l'enlèvement lui soit totalement inconnu. Il demande également à Luke d'intercéder pour qu'il puisse rencontrer le roi de Kimlasca, afin d'apporter des propositions de paix durable de la part de l'empereur de Malkuth, qui a demandé à Ion son concours en tant qu'ambassadeur de bonne volonté. Peony craint en effet que le grand maître Mohs, maître effectif de l'Ordre de Lorelei, ne pousse Kimlasca à la guerre entre les deux pays, ce que Tear, qui travaille pour Mohs, réfute absolument. Entre-temps, Luke et elle font connaissance avec Anise Tatlin, la protectrice de maître Ion. Cette très jeune fille sert donc de garde du corps au maître de l'Ordre, presque aussi jeune qu'elle, et est très attirée par le statut de Luke. Alors qu'ils sont en route vers Kimlasca, leur vaisseau de guerre est attaqué par les généraux divins Largo, Arietta et Legretta. Luke est obligé d'utiliser pour la première fois son épée pour tuer un des chevaliers de l'Ordre, ce qui le perturbe profondément. Si Largo arrive à sceller les pouvoirs de Curtiss, phoniste extrêmement puissant, cela n'empêche pas ce dernier de le blesser grièvement. Legretta se confronte à Tear, son ancienne élève, mais celle-ci est aidée par l'arrivée de Guy, qui épaule Curtiss pour faire prisonnier Legretta, et les généraux sont obligés de céder le passage.

### Akzeriuth
Luke et ses compagnons finissent par arriver à bon port, et vont directement voir Ingobert VI. Celui-ci accepte de recevoir les ambassadeurs de Malkuth, tandis que Luke, accompagné de Tear, rentre chez lui. Tear fait donc connaissance de Natalia et des parents de Luke, auxquels elle présente ses regrets. Luke apprend peu après que Malkuth demande de l'aide à Kimlasca pour secourir la population d'une ville minière lui appartenant, mais inaccessible facilement depuis le territoire impérial : Akzeriuth. Celle-ci est envahie par le Miasme, émanation empoisonnée issue du cœur de la planète, et due aux conséquences des guerres phoniques plusieurs milliers d'années auparavant. Ingobert et le duc fon Fabre font part à Luke de l'existence d'une prophétie cachée le concernant, et expliquant en partie son isolement des dernières années : il est censé devenir une arme imparable contre Malkuth, après avoir utilisé son pouvoir dans une ville minière. Luke est donc pour son plus grand orgueil nommé à la tête de l'expédition de son pays devant aller aider les habitants d'Akzeriuth. De plus, en privé, maître Van lui explique que le responsable de l'enlèvement de Luke sept ans auparavant n'est autre que lui-même, qu'il désirait que Luke rejoigne les chevaliers de l'Ordre pour l'avoir près de lui. Van ajoute que le pouvoir de Luke réside dans les hyperrésonances qu'il peut créer naturellement, et qui lui permettront de nettoyer le Miasme sans avoir besoin d'évacuer Akzeriuth.
Luke part donc discrètement pour Akzeriuth par voie de terre, tandis que maître Van, pour favoriser cette discrétion, part par la mer. Luke emmène Tear et Guy, ainsi que Jade, Ion et Anise. Natalia se joint à eux, en faisant pression sur Luke dont elle a surpris la conversation avec Van. Malgré leurs précautions, le groupe est à nouveau soumis à des attaques des généraux divins, dont Arietta, Asch, qui ressemble étrangement à Luke, Dist et Sync. Ils attirent les héros au Château Choral, une ancienne demeure des fon Fabre, où Luke a été retrouvé sept ans auparavant, amnésique. Lui et Ion sont faits prisonniers ; tandis que Ion est emmené ailleurs, Luke est soumis par Dist, sur ordre d'Asch, à une machine étrange. Des données sont extraites de leur examen, mais l'arrivée de Guy permet à Luke d'être libéré. Les données que Sync voulait s'approprier lui sont soustraites, et remises à Jade, qui reconnaît la machine comme servant à fabriquer des replicas, copies quasi conformes de tout ce qui est composé de phonons - et utilisé surtout pour faire des copies d'êtres vivants.

## Personnages

### Luke et ses amis
- Luke : personnage principal de l'histoire. Fils du duc Fabre, lui-même frère du roi de Kimlasca, c'est un jeune noble d'un caractère naïf et égoïste. Il est en fait une réplique du vrai Luke, créé pour remplacer celui-ci. N'ayant aucun souvenir ou savoir d'avant sa disparition, il a dû tout apprendre après son « retour » au palais parental. Mieu le considère comme son maître.
- Tear : élément déclencheur de l'histoire lors de son premier combat avec Luke. Dénommée Mystearica, elle vient de Qliphoth, situé sous les terres extérieures, mais c'est également la sœur de Van. Elle est aussi chevalier de l'oracle à la tête de la première division de renseignement sous les ordres de Maestro Mohs, mais s'éloigne de l'ordre lorsqu'elle comprend que Mohs désire la guerre, et épaule Maître Ion.
- Anise : une jeune fille, pouvant lutter en utilisant une marionnette géante, fruit du travail de Dist. Elle est la garde-du-corps de l'élu maître Ion. Ses parents vouant un culte inconditionnel à Lorelei, au point de lui sacrifier tous leurs revenus, elle est toujours à la recherche d'un prétendant la mettant à l'abri du besoin, elle et sa famille.
- Jade : dénommé Jade Curtiss, autrement connu sous le nom de Jade le nécromancien (surnom donné quand il faisait des expériences au sein de l'armée), il est colonel de l'armée de Malkuth.
- Guy : intelligent, amusant et serviable, il est aussi le servant de Luke bien que celui-ci le considère comme un ami. Dernier survivant de la famille régnante de Hod, il préfère continuer à vivre auprès de la famille Fabre plutôt que d'essayer de retrouver son domaine. Son seul défaut est une forte gynophobie, séquelle du massacre de sa famille à Hod.
- Natalia : fille du roi de Kimlasca, elle est la fiancée de Luke. La véritable Natalia étant décédée peu après l'accouchement de la reine, le bébé d'une dame de compagnie l'a remplacé et a été élevée telle qu'elle, sans que le roi ne l'apprenne. Elle sera rejetée un temps par le roi comme n'étant pas de son sang.

### Ordre de Lorelei
- Ion : Maître Ion est le maître des Fons de l'église de Lorelei. C'est donc le chef spirituel de l'ordre. Dernière réplique du véritable maître Ion (mort de maladie jeune), il cherche à favoriser la paix entre Kimlasca et Malkuth.
- Mohs : le grand-maître Mohs est le chef politique de l'ordre de Lorelei. Il a une emprise presque totale sur l'ordre, s'étant assuré de rester au pouvoir tandis qu'il remplaçait chaque réplique de maître Ion par une nouvelle. Il recherche une instabilité pérenne entre Malkuth et Kimlasca, s'assurant ainsi d'une dévotion toujours plus grande de ses fidèles envers la Partition de Lorelei, prédiction lancée par la fondatrice de l'ordre et que certains pensent immuable.

### Opposants
- Van : Van Grants, frère de Tear, est au début de l'histoire le maître d'armes du duc Fabre. C'est sur ses ordres que son fils Luke est enlevé et remplacé par une réplique. Il cherche à recréer Hod, sa terre natale, détruite dans sa jeunesse, et espère pouvoir se servir de Luke à cette fin.
- Ash : Le véritable Luke fon Fabre. Cloné par Van, il déteste à la fois sa réplique, Luke, qui a eu la vie qu'il aurait dû avoir, et Van, dont il a compris les intentions. Ayant perdu goût à la vie, il ne veut infliger que destruction.
- Legretta : chevalier de l'ordre de Lorelei, sous les ordres de maitre Van, elle a formé Tear.
- Arietta : ancienne gardienne de Maître Ion, elle a été écartée au profit d'Anise après la mort de la précédente réplique du Maître. Élevée par une famille de ligres, dont elle conserve à ses côtés le dernier descendant, elle reproche à Luke et ses amis d'avoir tué le reste de la famille. Elle a également reporté toute la frustration de ne plus être proche de Maître Ion envers Anise.
- Largo le lion noir : Grand combattant, il arrive à limiter les pouvoirs phoniques de Jade grâce à un sceau qui ampute Curtis d'une partie de son pouvoir. Il connaît la véritable origine de Natalia, étant son véritable père.
- Dist : Formé en même temps que Jade par la même maîtresse, il préfère utiliser ses dons pour les machines phoniques au service de Van.
- Sync : Combattant aussi agile que Guy, il s'agit d'une réplique ratée de Maître Ion, qui ne pouvait donc le remplacer.

### Autres
- Noelle : pilote d'un avion équipé d'une technologie phonique, l'Albiore.
- Peony : Empereur de Malkuth, 9e du nom. Grand ami de Jade, il espère que la paix entre son pays et Kimlasca pourra être faite de façon durable.
- Mieu : il appartient à une race d'animaux nommé les Cheagles, capables de cracher du feu. Ayant mis le feu à la tanière d'une famille de ligres, celle-ci oblige son peuple à chaparder la nourriture des humains pour compenser la perte de leur refuge. Après la mort des ligres, le chef de la tribu des Cheagles oblige Mieu à suivre Luke et ses amis, à la fois pour remercier Luke et pour que Mieu mûrisse.

## Liste des épisodes
1. The World's Prophecy / Le Monde de la Partition
2. Cheagle Forest / La Forêt de la bête sacrée
3. Attack of the Oracle Knights / L'Attaque des chevaliers de l'Oracle
4. Hidden Truth / La Vérité cachée
5. Chosen Hero / L'Élu
6. Desert Rain / Pluie dans le désert
7. Isolation / Isolement
8. Collapse / Effondrement
9. The Usurped One / L'Usurpé
10. Atonement's Return / Retour du pécheur
11. City of Falling Snow / La Ville où tombe la neige
12. Water Metropolis / Métropole aquatique
13. Outbreak of War / La Guerre commence
14. Closed Past / Passé fermé
15. Everyone's Determination / La Volonté de chacun
16. Core Invasion Strategy / Stratégie d'invasion du Noyau
17. Prelude to the Collapse / Prélude à l'effondrement
18. Absorb Gate / La Porte de l'Absorption
19. The Last Score / La Dernière Partition
20. The Fravestones of the Forest / Les Pierres tombales de la forêt
21. The Tower of Ancient times / La Tour des temps anciens
22. The One Who Disappears / Celui qui disparaît
23. Painful Separation / Douloureuse séparation
24. Earth of Glory / Terre de gloire
25. Involve Its Existence / Mettre son existence en jeu
26. A New World / Un nouveau monde

## Note
Cet anime fait partie de la série Tales of, un jeu vidéo de rôle, créé par Namco sur PlayStation 2. S'il n'est jamais sorti en Europe sur cette dernière console, il est cependant disponible sur Nintendo 3DS depuis novembre 2011.